# ジェットコースタードリーム
『ジェットコースタードリーム』は、びんぼうソフトが開発したジェットコースター製作シミュレーションゲームのシリーズ。
ドリームキャスト用ソフトとして、1999年12月9日に第一作目である『ジェットコースタードリーム (JetCosterDream)』が、2000年11月2日に続編『ジェットコースタードリーム2』が発売された。
また、2003年7月24日にSIMPLE2000シリーズ中の一作として発売されたPlayStation 2用ソフト『SIMPLE2000シリーズVol.33 THE ジェットコースター 遊園地をつくろう！』は『2』のバージョンアップ版となっており、実質的な三作目に相当する。

## 概要・基本システム
一筆書きのようにレールを継ぎ足していくことによって、直感的な操作で比較的自由度の高いジェットコースター（ローラーコースター）製作を行うことができる。ゲーム中では加速度やコースターに掛かる重力(G)といった要素があり、走らせるコースターの性能やコースレイアウトによってはコースターが途中停止・脱線してしまう。コースターを無事完走させることができれば、そのコースの最大スピードや最大Gなどに応じて評価得点が算出される。しかし、やみくもにスリルばかりを追求したコースでは、評価項目の「安全性」が大きく減点されるため、ゲーム的な高評価を得るにはその辺りの兼ね合いも考慮に入れて製作を行わねばならない。無論、こうしたゲーム内評価を無視して、「どれだけ無茶なコースレイアウトを実現するか」といった楽しみ方も可能である。
第一作目は純粋に“ジェットコースター製作シミュレーション”としての性格が強く、ストイックな内容だったが、二作目以降は敷地内にコースター以外のアトラクションや施設の配置が可能になり、簡易的な遊園地経営シミュレーションゲームとしての側面も持ち合わせるようになった。ただ、同系統の経営ゲームに比べるとシステムとしては非常に大雑把であり、メインのジェットコースター製作の観点からいえば「コースターを走らせる箱庭に演出用オブジェクトを配置できるようになった」という意義の方が強い。なお、コースターレールと施設オブジェクトは重ねて配置することができ、走行中のコースターがオブジェクトに衝突することはない（すり抜ける）。いわゆる当たり判定といったものが生じないゲーム的な仕様だが、これによって屋内コースター風のレイアウトが製作可能になっているなど、製作の自由度を上げている面もある。
ドリームキャスト用として発売された二作品には、『ドリームパスポート』によるネット接続機能が実装されており、公式ページ（閉鎖済）を通じてユーザー作成コースのアップロード、ダウンロードを行うことができた。コンテスト等も行われ、各投稿作品の一部は『2』及び『THE ジェットコースター』に収録されている（『2』収録のものは第一作目、『THE ジェットコースター』収録のものは『2』で製作されたもの）。

## シリーズ作品

### ジェットコースタードリーム
- 1999年12月9日、ボトムアップから発売、3,980円。
- 対応機種：ドリームキャスト
- モデム、VGA、ぷるぷるぱっく対応。GD-ROM一枚組。

全部で6つのステージ（課題）が用意されている。各ステージで「ジェット博士」（シリーズ共通のナビゲートキャラクター）の提示した制限内でコースを作り、クリア基準をすべて満たす評価を得られれば次のステージに進める。後半のステージほどより自由なコースター製作を行えるようになっている。最終のステージ6は「シークレットステージ」となっており、本作の場合、ネット上にアップロードができるのはこのステージで製作されたコースターのみである。

### ジェットコースタードリーム2
- 2000年11月2日、セガ・エンタープライゼスから発売、5,800円。
- 対応機種：ドリームキャスト
- モデム、VGA、ぷるぷるぱっく対応。GD-ROM一枚組。

富士急ハイランド協賛（パッケージ等に特に記されてはいないがナガシマスパーランドも）。
ゲームのコンセプトが「テーマパーク経営を通してジェットコースターを製作する」というものに変わり、経営シミュレーション的要素が加わると共に、箱庭としてのコースター演出に凝れるようになった。これに伴い、パーク内を主観視点で自由に移動できる「フリーウォーク（お客さん視点）」モードも追加された（ただし、コースター同様プレイヤーと配置オブジェ間に当たり判定はなく、オブジェに接近してもすり抜けてしまう）。
経営要素は、ジェットコースターの出来と配置施設の数・種類に応じパーク評価が決まり、それによって一定時間毎に運営資金が増減するだけという極めてシンプルなもの。本作では状況によりパーク内のグラフィックが時間帯別に切り替わるが、経営面では特に何の影響も及ぼさない。資金が一定金額まで溜まる度に、購入可能施設の追加やコースター制限が緩和されるイベントが起こり、自由度が増していく。更にある程度の資金を集めるとやがてエンディングを迎えることになるが、その後も継続してプレイ可能である。
ジェットコースター製作では、従来の「環状タイプ」に加え、「往復型タイプ」も製作可能になった。コースターのスリル評価の目安として前作でも表示されていた、「失禁した人」「ゲロ吐いた人」といったカウントが、テスト走行時リアルタイムで表示されるようになり、同時に座席から乗客がポロポロとこぼれ落ちるブラックな演出が行われるようにもなった（あくまで演出であり、各種評価などには一切影響しない）。また、コースターが完走すると、ステーション（コースターの乗降口）から出てきた乗客がコースターに対して一言コメントする。

### SIMPLE2000シリーズVol.33 THE ジェットコースター 遊園地をつくろう！
- 2003年7月24日、ディースリー・パブリッシャーから発売、2,000円。
- 対応機種：PlayStation 2
- ソニー製「ヘッドマウントディスプレイ(PUD-J5A)」対応

基本はドリームキャスト版『2』をベースとしているが、「フリーウォーク」の大幅強化（お客さんに話しかけられる、オブジェに対する当たり判定の有効化、一部施設が実際に利用可能になる等）や「吊り下げ式」コースターの追加など、いくつかの点でブラッシュアップされている。